# Manuel Rockmann
Manuel Rockmann (* 4. September 1991) ist ein ehemaliger deutscher Basketballspieler.

## Werdegang
Rockmann, ein 1,93 Meter großer Flügelspieler, war Mitglied der Mannschaft des TSV Breitengüßbach in der Nachwuchs-Basketball-Bundesliga. Ab dem Spieljahr 2007/08 wurde er in der zweiten Breitengüßbacher Herrenmannschaft in der 1. Regionalliga eingesetzt, spielte später auch für den Verein in der 2. Bundesliga ProB. 2010 wechselte er zum 1. FC Baunach (1. Regionalliga), war aber in der 2. Bundesliga ProB weiterhin für Breitengüßbach spielberechtigt.
In den Spieljahren 2012/13 und 2013/14 wurde er bei den Brose Baskets Bamberg in insgesamt 21 Bundesliga-Begegnungen eingesetzt. Rockmann war auf diese Weise am Gewinn des deutschen Meistertitels 2013 beteiligt. 2015 zog er sich in die Bayernliga zur BG Litzendorf zurück. 2024 wechselte er zum TTV Neustadt an der Aisch in die 1. Regionalliga.